# Washington Luís
Washington Luís Pereira de Sousa GCC (Macaé, 26 de outubro de 1869 – São Paulo, 4 de agosto de 1957), foi um advogado, historiador e político brasileiro. Foi o  13º Presidente do Brasil e o último da chamada República Velha, além de ter anteriormente, ocupado os postos de 18º Presidente do Estado de São Paulo, e 3º Prefeito da Cidade de São Paulo.
Foi deposto em 24 de outubro de 1930, vinte e um dias antes do término do seu mandato como presidente da república por um golpe militar liderado pelo general Tasso Fragoso, que transferiu o poder, em 3 de novembro, às forças político-militares comandadas por Getúlio Vargas, na denominada Revolução de 1930. Foi o criador do primeiro serviço de Inteligência do Brasil em 1928.
O apelido que o definia era "Paulista de Macaé", pois, embora nascido no estado do Rio de Janeiro, sua biografia política foi toda construída no estado de São Paulo. Foi chamado também de O estradeiro, e, durante a Revolução de 1930, de Doutor Barbado pelos seus opositores.

## Trajetória política

### Início da carreira
Fez seus primeiros estudos na cidade do Rio de Janeiro como aluno interno do renomado Colégio Pedro II. Para Washington Luís poder estudar, seus pais, que eram pobres, tiveram que tirar os outros filhos da escola.
Graduou-se em Direito em 1891 pela Faculdade de Direito de São Paulo. Nomeado promotor público em Barra Mansa, renunciou ao cargo para se dedicar à advocacia em Batatais, onde iniciou a carreira política. Como historiador, suas principais obras foram A Capitania de São Paulo e Na Capitania de São Vicente.
Foi vereador em 1897 e intendente em 1898 em Batatais. Como intendente, fez uma experiência pioneira de Reforma Agrária no Brasil. Iniciou a sua carreira política no Partido Republicano Federal (PRF), ingressando depois no Partido Republicano Paulista (PRP), elegendo-se deputado estadual para o biênio 1904 — 1905.
Participou ativamente na Assembleia Constituinte estadual de 1905, apoiando sobretudo o municipalismo, defendendo ampla autonomia dos municípios frente aos governos estaduais e federal.

### Secretário de Justiça e Segurança Pública
Deixou o cargo de deputado estadual para assumir, em 13 de março de 1906, a Secretaria Estadual de Justiça e Segurança Pública, onde permaneceu até 1 de maio de 1912.
A secretaria de Justiça, reorganizada pela lei nº 1 006 de 17 de dezembro de 1906, foi reformada passando a cuidar também da segurança pública, tendo seu comando centralizado nas mãos de Washington Luís, abrangendo a "polícia de carreira", a chamada hoje, Polícia Civil, criada pouco antes, em dezembro de 1905, e a Força Pública paulista, atual Polícia Militar do Estado de São Paulo.
Coube a Washington Luís modernizar a Força Pública com a vinda de uma missão militar francesa. Instalou a recém-criada Polícia Civil de São Paulo, nomeando apenas funcionário público de carreira formado em Direito para o cargo de delegado de polícia, não mais aceitando nomeações pelos líderes políticos locais: os coronéis, que ficaram, assim, com seu poder reduzido. Esta modernização da Polícia Civil recebeu o nome de "polícia sem política".
Reorganizou o Gabinete de Identificações, atual Instituto de Identificação Ricardo Gumbleton Daunt; Reorganizou o Gabinete Médico Legal; Criou o Gabinete de Reclamação e Objetos Achados. Instituiu a identificação dactiloscópica nas delegacias, a técnica mais moderna da época. Exigiu que os promotores denunciassem pais, muitos na época, que não registravam os filhos, o que deu impulso ao registro civil em São Paulo.
Em 1910, apoiou a Campanha Civilista de Rui Barbosa. Incentivou a criação do Automóvel Clube de São Paulo do qual foi seu vice-presidente. Percorreu as estradas paulistas, traçando os primeiros projetos para a melhoria de suas rodovias e implantação de um plano rodoviário estadual.
Seu maior desafio nesta secretaria foram os contínuos ataques dos índios aos trabalhadores da estrada de ferro Noroeste do Brasil e aos pioneiros do oeste paulista. Outro grande desafio foi a greve dos soldados da Força Pública, atual Polícia Militar do Estado de São Paulo, na onda de greves de 1907, tendo decidido ir pessoalmente ao Quartel da Luz e convencido os soldados a encerrá-la. Conseguiu manter a ordem pública durante a disputada campanha eleitoral de 1910 entre Rui Barbosa e Hermes da Fonseca.
Sua diretriz administrativa como secretário de Justiça e Segurança foi:
| “ | Não prender sem motivo, não prender sem processar! | ” |

Ainda em 1910, criou o Gabinete de Investigações e Capturas, o qual deu maior eficiência à polícia civil de São Paulo. Criou em 1909 a Penitenciária do Estado de São Paulo e iniciou sua construção.

### Deputado estadual em 1912-1913
Foi novamente eleito deputado estadual para o mandato de 1912 a 1913, quando defendeu que presos com boa conduta deveriam ter redução da pena e que deveria se utilizar presidiários na construção de estradas. Conseguiu também como deputado estadual a aprovação da lei estadual nº 1 406 de 1913, que estabelecia o regime penitenciário do estado de São Paulo e regulamentava a utilização de presos na construção de rodovias, sendo que uma das principais obras viárias a utilizar presidiários foi a Estrada Velha de Campinas, iniciada em 1916.
Essa lei, no seu artigo 16, autorizava o governo paulista estabelecer sistema de viação pública e as características das rodovias paulistas, o que foi feito, pelo decreto estadual 2 585 de 15 de julho de 1915. O governador Lucas Nogueira Garcez entendia que a lei 1 406 podia ser vista como a "gênese da moderna legislação rodoviária brasileira".
E assim, Washington Luís, explicou a importância das estradas, na Câmara dos Deputados paulista:
| “ | As estradas aproximam os centros produtores dos centros consumidores, valorizam as terras que atravessam, tornam baratos os produtos que exploram e trazem a facilidade de comunicação para correios e escolas! | ” |

### Prefeito de São Paulo

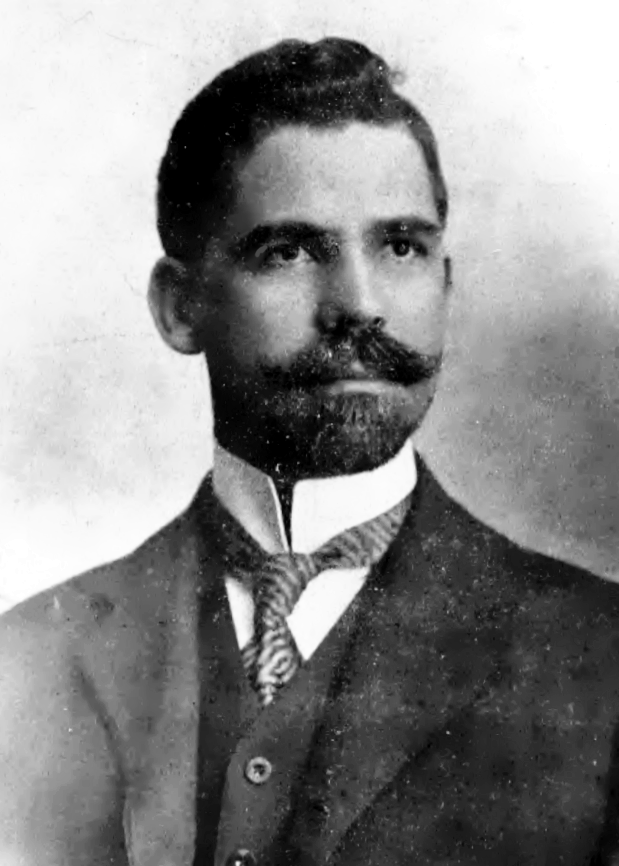
Washington Luís Pereira de Sousa em publicação da revista O Pirralho na ocasião de sua posse como vereador, janeiro de 1914. No mesmo mês, seria eleito prefeito de São Paulo pela Câmara Municipal.

Foi Prefeito de São Paulo, de 15 de janeiro de 1914 a 15 de agosto de 1919, sendo que, no primeiro mandato (1914-1917) foi eleito vereador, e posteriormente eleito prefeito pela Câmara Municipal de São Paulo. Para o segundo mandato (1917-1919), foi eleito pelo voto direto do povo.
Recuperou e editou os documentos quinhentistas da Câmara Municipal de São Paulo, criou as feiras-livres de alimentos e enfrentou os 3 "Gs" a Primeira Guerra Mundial, a Gripe espanhola (1918) e as greves operárias de 1917. Ou 4 "G"s se incluirmos a grande geada de 1918. Construiu e recuperou 200 quilômetros de estradas municipais paulistanas.
Foi um dos patrocinadores e organizadores do "Primeiro Congresso Paulista de Estradas de Rodagem", realizado em São Paulo, de 30 de maio a 7 de junho de 1917, que discutiu regras e fontes de recursos para ampliação e para manutenção da malha rodoviária paulista. Buscou, também, apoio empresarial para investimentos em rodovias. Washington Luís foi eleito, ao final do Congresso, o primeiro presidente da "Associação Permanente de Estradas de Rodagem".
A sua insistência em priorizar rodovias foi mal vista pelos seus adversários políticos. Sua política, porém, foi firmemente defendida por Monteiro Lobato, que atribuía o desenvolvimento dos Estados Unidos à sua enorme rede rodoviária.
Oficializou o brasão da cidade de São Paulo em 1916.
Washington Luís, como historiador dos governadores paulistas, inspirou-se no governador Bernardo José Maria de Lorena que construiu a Calçada do Lorena, Bernardo José Pinto Gavião Peixoto que abriu a Estrada da Maioridade e nos governadores da década de 1860 que investiram a maior parte do orçamento da província na recuperação da "Estrada da Maioridade".

#### A agitação operária e a greve de 1917
A Washington Luís, caluniosamente, quando prefeito da cidade de São Paulo, foi-lhe atribuída a frase "Questão social é questão de polícia", quando a frase verdadeira foi:
| “ | A agitação operária é uma questão que interessa mais à ordem pública do que à ordem social, representa o estado de espírito de alguns operários, mas não de toda a sociedade! | ” |

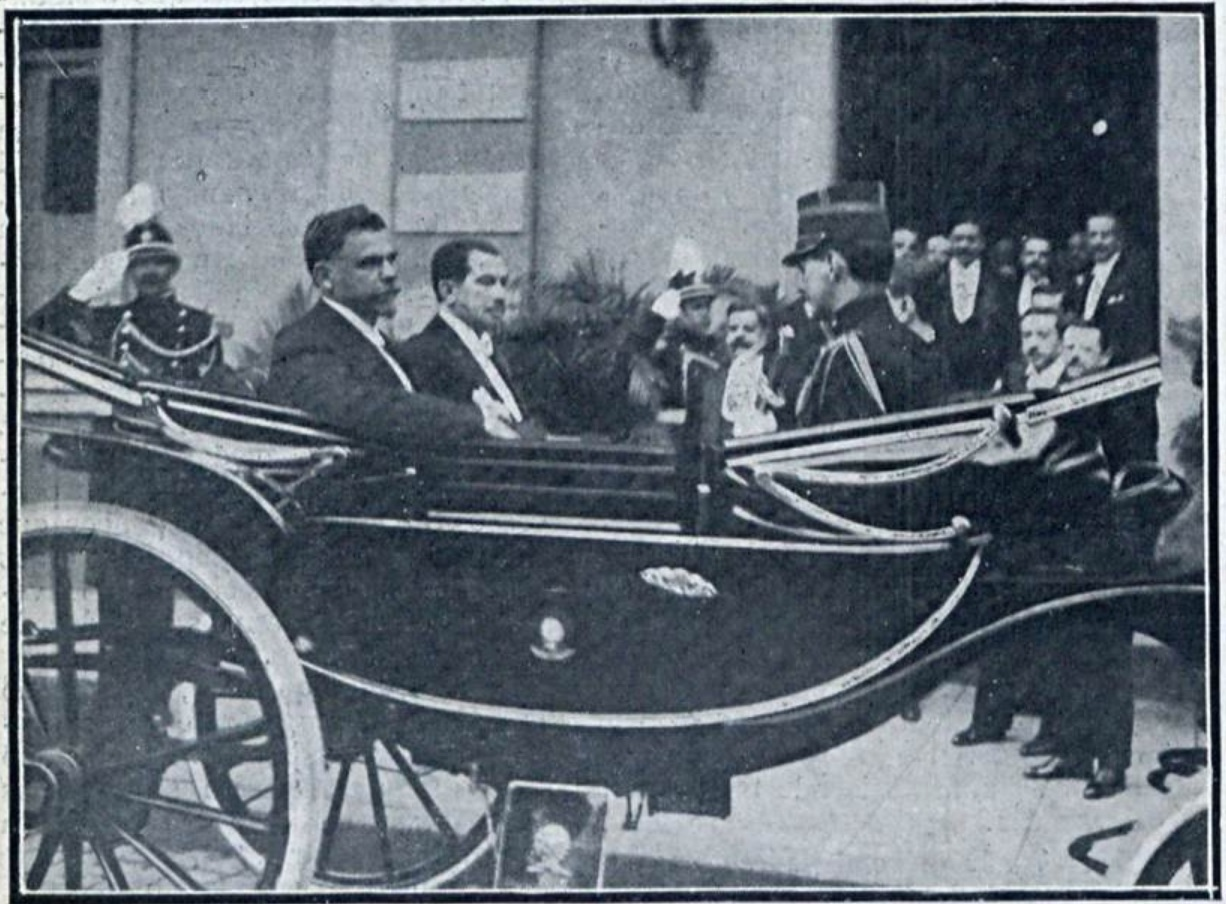
Washington Luis - Alarico da Silveira - Cap. Marcilio Franco (1920)

Não existe nenhum registro de abuso de autoridade de Washington Luís, nem como secretário da Justiça, nem em demais cargos que ocupou.
Durante sua gestão no comando da capital paulista, ocorreu a agitação dos anarquistas decorrente da chamada Greve Geral de 1917. Washington Luís era o prefeito da capital paulista, e Altino Arantes o presidente do estado, encarregado do policiamento e da ordem pública.
De acordo com depoimentos da época da greve de 1917, textos publicados e relatos de jornais, entrevistas de coveiros e funcionários da Polícia em diversos órgãos da Imprensa Oficial e da imprensa operária, foram de centenas os mortos da "Greve geral de 1917", sendo atacados, pelos grevistas, funcionários da prefeitura, inclusive enfermeiros, conforme relata o Presidente Altino Arantes na sua Mensagem ao Congresso do Estado de 1918. Washington Luís então redobrou os esforços para manter os serviços públicos funcionando normalmente durante a greve de 1917.

#### A gripe espanhola de 1918
Durante a epidemia de gripe espanhola, o esforço de Washington Luís foi, principalmente, o de garantir o abastecimento de comida, intensificar o serviço de limpeza e manter funcionamento dos cemitérios. Em seis semanas, a doença atingiu 116 777 paulistanos (22,32% dos habitantes da capital) e o número de mortos chegou a 5 214 (1%). Apesar do volume de vítimas, ele defendeu a atuação da prefeitura no relatório final do ano, comparando a gripe espanhola à peste negra que assolou a Europa na Idade Média.

### No governo do estado de São Paulo

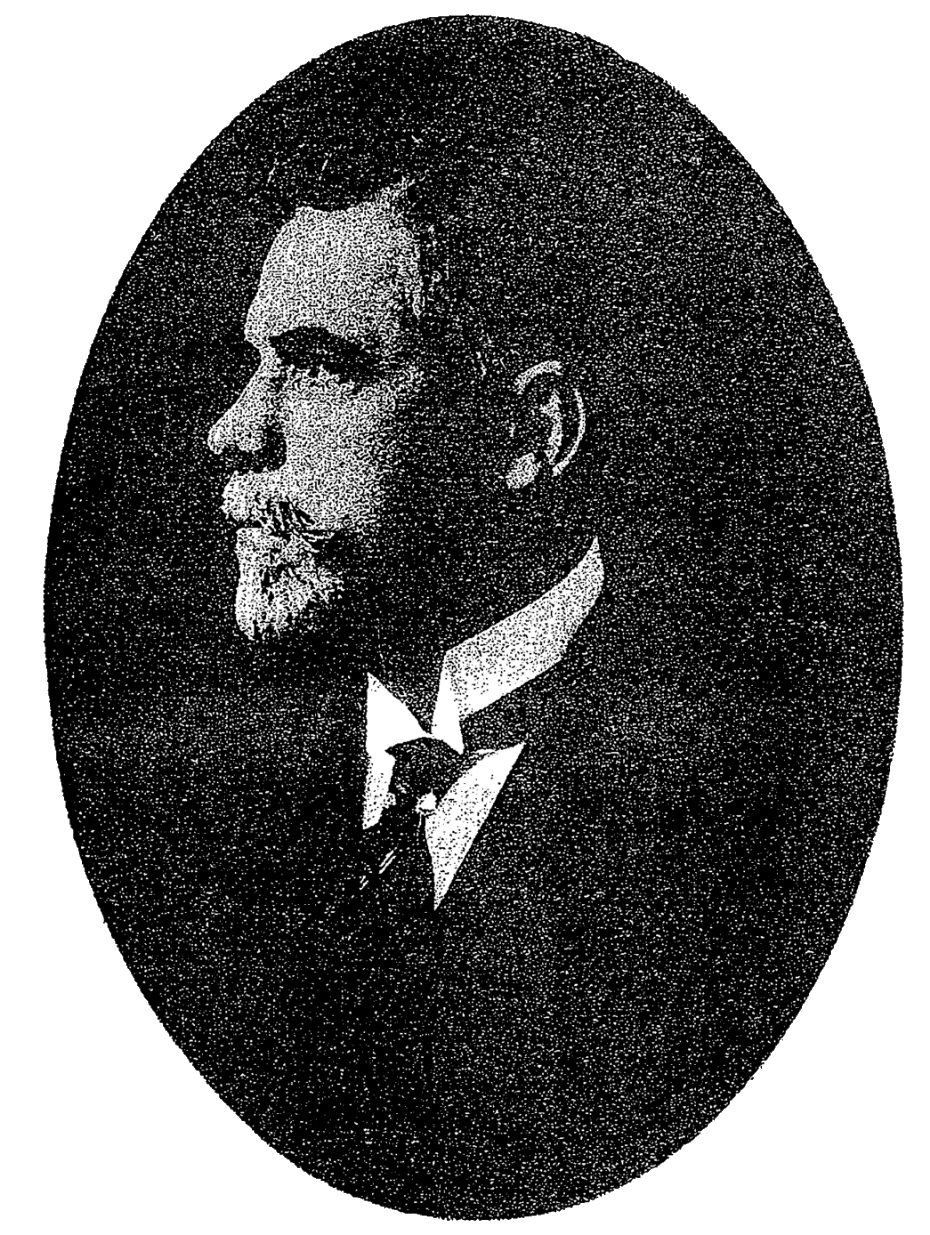
Washington Luís quando era presidente de São Paulo

Em 1 de maio de 1920, chegou à presidência do estado (governador), na qual ficou até 1 de maio de 1924, e consolidou sua posição de comando na comissão executiva do Partido Republicano Paulista (PRP).
A prioridade de seu governo era povoamento do interior do estado e o grande número de obras rodoviárias executadas. "Governar é abrir estradas"  foi seu lema, na campanha eleitoral de 1920. Devido a esse lema, recebeu o apelido de "Estradeiro", lema e prioridade de governo, os quais, foram, depois, assimilados pelos governadores posteriores de São Paulo. A sua frase ainda é citada pelos políticos paulistas.
A frase, na sua íntegra, que é uma extensão da frase de Afonso Pena "Governar é povoar", dava ênfase à ocupação do território:
| “ | Governar é povoar; mas, não se povoa sem se abrir estradas, e de todas as espécies; Governar é, pois, fazer estradas! | ” |

Foi muito criticado pelos seus adversários que eram contra essa novidade da época: as estradas, chegando a ser chamado de "General Estrada de Bobagem", um trocadilho com "Estrada de Rodagem".
Seguiram a tradição de Washington Luís e também são considerados Estradeiros, os seguintes governadores paulistas: Ademar de Barros, Paulo Egídio Martins, Paulo Maluf e Orestes Quércia. Franco Montoro deu impulso às pequenas estradas do interior do estado chamadas de "estradas vicinais".
Ademar, em 27 de dezembro de 1938, declarou:
| “ | O programa rodoviário idealizado pelo ex-presidente Washington Luís será por mim integralmente realizado. Abrir estradas! Eis aí uma das acertadas soluções para o desenvolvimento econômico-financeiro do Estado. Convencido da oportunidade desta medida, estudei a realização de uma completa rede rodoviária, a unir todos os centros produtores, estes com as saídas naturais da riqueza estadual! | ” |

As principais estradas implantadas, visando ligar São Paulo aos estados vizinhos e ao porto de Santos, foram:
1. São Paulo - Bananal, na divisa com o Rio de Janeiro;
2. São Paulo - Santos (pavimentada), recuperando a Estrada do Mar, antiga Estrada da Maioridade;
3. São Paulo - Ribeirão Preto, antigo traçado diferente do atual;
4. São Paulo - Sorocaba, antigo traçado.

De seu mandato como presidente do estado de São Paulo (1920-1924), destacam-se ainda:
1. Garantiu a segurança do estado, enviando tropas da Polícia Militar para combater, na fronteira com o Mato Grosso do Sul, os revoltosos do levante tenentista de 5 de julho de 1922;
2. Presidiu o centenário da Independência do Brasil, reformou o Museu do Ipiranga e construiu e inaugurou, em 7 de setembro de 1922, o Monumento da independência e diversos monumentos ao longo da Rodovia Caminho do Mar, que liga a capital  paulista ao litoral, como o Padrão do Lorena e o Cruzeiro Quinhentista;
3. Restabeleceu a imigração europeia interrompida pela primeira guerra mundial para as lavouras de café. Criou um tribunal rural para dirimir conflitos entre colonos e fazendeiros;
4. Criou colônias agrícolas especialmente de japoneses e procurou não enviar imigrantes diretamente para terras devolutas do sertão do estado por entender que não estavam adaptados ainda ao novo clima e solo;
5. Estabelece por lei, em 1921, que, as terras devolutas do estado, possam ser adquiridas, por doação do estado, e não mais por compra, como se fazia até então, permitindo a posseiros regularizarem suas terras;
6. Realizou o reconhecimento do oeste paulista ainda composto de terras virgens visando seu povoamento;
7. A Semana de Arte Moderna de 1922, que ele apoiou;
8. Pediu ao escritor Monteiro Lobato que escrevesse um livro para ser usado em aulas de leitura das escolas estaduais. Tal livro chamado: "A menina do nariz arrebitado" lançou Monteiro Lobato na literatura infanto-juvenil;
9. A criação de várias faculdades de farmácia e odontologia no interior do estado em uma iniciativa pioneira de interiorizar a educação;
10. Criou o Museu Republicano de Itu;
11. Modernizou o Arquivo do Estado de São Paulo, editando e publicando documentos históricos valiosos e transformou o Museu Paulista ( Museu do Ipiranga) em museu histórico com enfoques nos Bandeirantes;
12. Recebeu em 1923, o rei Alberto I da Bélgica;
13. Em 1922, O Gabinete de Investigações e Capturas, da Secretaria de Justiça e Segurança, desbaratou o Partido Comunista de São Paulo, subordinado à Rússia e que foi o primeiro partido político desta ideologia a ser organizado no Brasil;
14. Realizou uma reforma completa do ensino público estadual e uma reforma do poder judiciário;
15. Refinanciou a dívida interna e a dívida externa do Estado;
16. Criou os processos de indenização por acidente de trabalho;
17. Estabeleceu em definitivo as fronteiras de São Paulo com o Rio de Janeiro e com o Paraná. Encaminhou o problema da divisa de São Paulo com Minas Gerais que finalmente foi resolvida no governo de Armando de Sales Oliveira.

A 18 de dezembro de 1923 foi agraciado com a Grã-Cruz da Ordem Militar de Cristo de Portugal.

### Senador da República e a candidatura à presidência
Logo depois de Washington Luís deixar o governo paulista, ocorre a Revolução de 1924, e ele, então, se alista nas tropas que combateram a Revolução de 1924, dando seu apoio ao seu sucessor no governo paulista, o Dr. Carlos de Campos.
Passa brevemente pelo Senado Federal, eleito em 1925, após deixar o governo de São Paulo, assumindo a vaga aberta pelo falecimento do senador Alfredo Ellis em 1925.
É escolhido para disputar a presidência da República, como candidato único, sem nenhuma oposição e dissidência, tal era seu prestígio político. Foi apoiado, sem restrições, pelo PRP e demais partidos republicanos estaduais, no tradicional esquema de revezamento entre Minas Gerais e São Paulo na presidência da república, conhecido como política do café-com-leite.
Assim, no dia 1 de março de 1926, Washington Luís obtém a maior votação até então para a presidência da república: 688 528 votos contra 1116 votos dados ao general Joaquim Francisco de Assis Brasil. Fernando de Melo Viana é eleito, no mesmo dia, vice-presidente da república.

## Presidente da República
Assumiu a presidência da República em 15 de novembro de 1926. Sua eleição foi recebida com grandes esperanças, após um período de agitações políticas. Não renovou o estado de sítio aprovado no quadriênio anterior, por Artur Bernardes, que continuou vigorando, porém, em alguns estados, para o combate da Coluna Prestes. Extinguiu os presídios políticos da Ilha da Trindade e da Clevelândia no Amapá, mas, embora tivesse prometido libertar todos os presos políticos, segundo sua mensagem presidencial de 1927, não concedeu anistia aos revoltados de 1922, 1923, 1924 e 1925. A seguir, novos focos de insatisfações políticas o levaram a endurecer a Lei de Imprensa e a aprovar a "Lei Celerada", que jogou novamente o Partido Comunista na ilegalidade.
A coluna Prestes, esgotada e sem apoio da população para uma revolução, em 1926, se retira para a Bolívia.

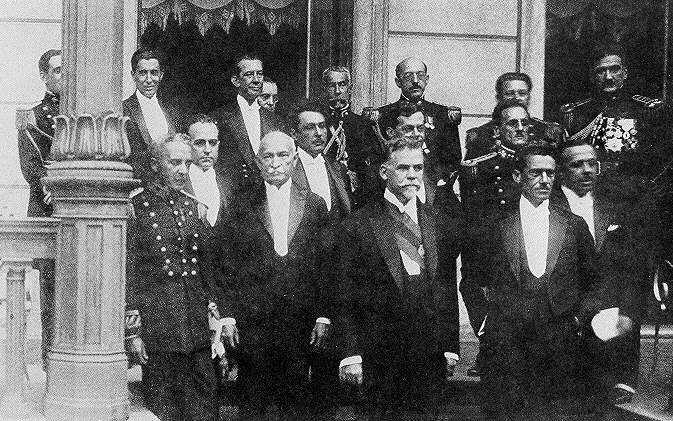
Washington Luís e o seu Ministério, 1926.

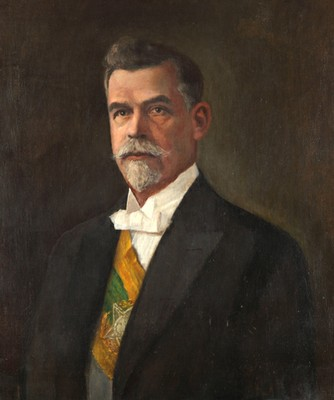
Pintura de Washington Luís com a faixa presidencial.

Enfrentou a crise internacional do café e a crise financeira internacional, iniciada em outubro de 1929, com a Quebra da Bolsa de Valores de Nova Iorque, mas mesmo assim tentou estabilizar a taxa de câmbio e equilibrar o orçamento nacional.
Em 18 de dezembro de 1926, instituiu a reforma econômica, financeira, monetária e cambial no Brasil, através do decreto nº 5 108, sendo, naquele momento, seu ministro da fazenda, Getúlio Vargas.
Criou o Conselho de Defesa Nacional, em 1927, constituído pelo presidente da República e pelos ministros de estado, com a tarefa de "coordenar a produção de conhecimentos sobre questões de ordem financeira, econômica, bélica e moral, referentes à defesa da Pátria". Este conselho foi o embrião dos órgãos de inteligência e de segurança nacional do Brasil.
Pelo decreto nº 5 141, de 5 de janeiro de 1927 é criado o Fundo Especial para Construção e Conservação de Estradas de Rodagens Federais, para financiar o desenvolvimento rodoviário do Brasil.
Uma de suas realizações foi a rodovia Rio-Petrópolis que, inaugurada em 1928, mais tarde receberia seu nome, pertencente a BR-040, primeira rodovia asfaltada do Brasil e considerada na época como uma grande obra da engenharia civil brasileira; um marco (muitos populares pensavam que as obras foram realizadas por norte-americanos ou outros estrangeiros).
Terminou a Rodovia São Paulo-Rio (que ainda existe em alguns trechos chamados de SP-62, SP-64, SP-66 e SP-68, no estado de São Paulo), iniciada no seu mandato como governador do estado de São Paulo, inaugurando-a em 5 de maio de 1928. Obra de dificílima realização. Foi a primeira rodovia a ligar São Paulo ao Rio de Janeiro e única ligação entre São Paulo e Rio de Janeiro até a inauguração da Rodovia Presidente Dutra em 1950.
A viagem de automóvel entre São Paulo e Rio de Janeiro passou a ter uma duração de 14 horas, contra 36 dias de duração em 1908, quando o Conde Lesdain fez a primeira viagem (na época chamada de raide) entre São Paulo e Rio de Janeiro.
Criou, em 1928, a Polícia Rodoviária Federal. Instituiu, pelo decreto nº 5 083, de 1 de dezembro de 1926, O Código de Menores. Criou, em 1927, a Aviação do Exército.
Em 23 de maio de 1928, Washington Luís foi baleado no hotel Copacabana Palace por sua amante, a marquesa italiana Elvira Vishi Maurich, que tinha 28 anos de idade. O presidente foi então internado, sendo a versão oficial de que teria tido uma crise de apendicite. Quatro dias depois a jovem marquesa foi encontrada morta. A versão da polícia foi de que teria sido suicídio.
Em 1928, o Brasil recebeu a visita do presidente dos Estados Unidos, Herbert Hoover.
Como havia feito na prefeitura e no governo do estado de São Paulo, Washington Luís publicou documentos antigos do Arquivo Nacional, preservando assim muitos textos da História do Brasil, que corriam o risco de ser destruídos por insetos.

### Composição do governo

#### Vice-presidente
- Fernando de Melo Viana

#### Ministros
- Agricultura, Indústria e Comércio: Geminiano Lira Castro
- Fazenda: Getúlio Dornelles Vargas, Francisco Chaves de Oliveira Botelho
- Guerra: General Nestor Sezefredo dos Passos
- Justiça e Negócios Interiores: Augusto Viana do Castelo
- Marinha: Contra-Almirante Arnaldo de Siqueira Pinto da Luz
- Relações Exteriores: Otávio Mangabeira
- Viação e Obras Públicas: Vítor Konder

## A crise sucessória de 1930

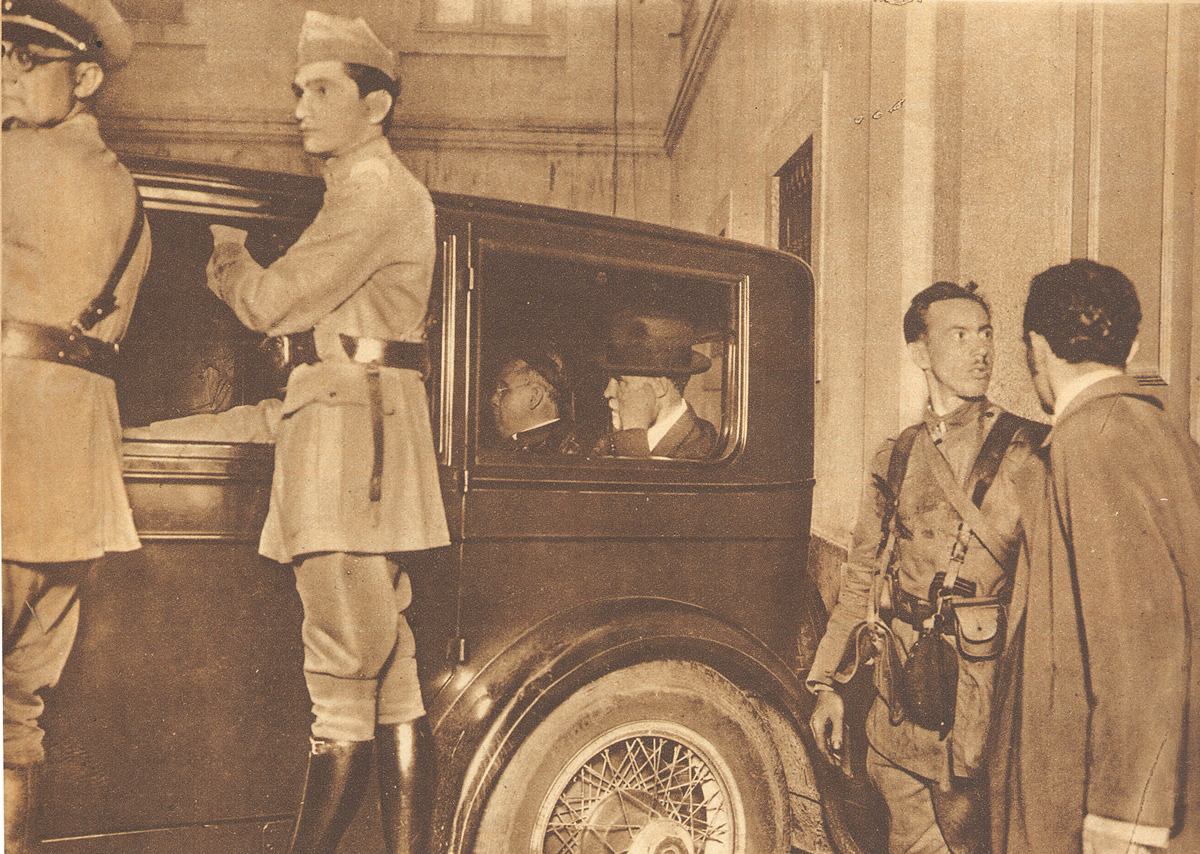
Washington Luís, acompanhado do Cardeal Leme, deixando o Palácio Guanabara após sua deposição.

Em 1929, Washington Luís apoiou Júlio Prestes, presidente do estado de São Paulo à sua sucessão, e o presidente da Bahia, Vital Soares, como candidato a vice-presidente. Com isso, rompia com a política do "café-com-leite", em que havia o predomínio de presidentes paulistas (café) e mineiros (leite) na presidência (a política do "café com leite" não ocorreu de forma alternada, como muitos pensam).
Os presidentes de dezessete estados apoiaram o candidato indicado pelo presidente Washington Luís. Negaram apoio ao candidato Júlio Prestes, apenas os presidentes de três estados, Minas Gerais, Rio Grande do Sul e Paraíba (Até hoje, lê-se "NEGO" na bandeira da Paraíba).
Os presidentes destes três estados e políticos de oposição de diversos estados se unem formando a Aliança Liberal e lançam Getúlio Vargas candidato a presidente da república, e o Presidente da Paraíba, João Pessoa como candidato a vice-presidente da república.
Em 1 de março de 1930, Júlio Prestes venceu a eleição contra os protestos da oposição que denunciava fraude. Surgem boatos sobre uma possível revolução, desmentidos por Getúlio Vargas e outras lideranças da Aliança Liberal.
O surgimento de um movimento insurgente em São José de Princesa, na Paraíba - que parecia, segundo a oposição, ter sido instigado pelo Governo Federal contra o Presidente do Estado, João Pessoa, - seguido do assassinato do mesmo João Pessoa e a grande depressão econômica de 1929, servem de pretexto para reunir as forças aliancistas, que conspiram e iniciam uma revolução em 3 de outubro de 1930.
Em 24 de outubro de 1930, os ministros militares depõem Washington Luís, que é preso, sai do Palácio do Catete acompanhado do Cardeal-Arcebispo do Rio de Janeiro Sebastião Leme e é conduzido ao Forte de Copacabana. Uma junta militar assume a presidência, entregando-a a Getúlio Vargas no dia 3 de novembro de 1930.

## Depois da presidência e homenagens

Washington Luís com a faixa presidencial.

Washington Luís foi exilado, vivendo muitos anos nos Estados Unidos e posteriormente na Europa. Regressou ao Brasil em 1947, recusando-se a voltar à política. Durante esse período se dedicou à História e às suas cartas e documentos para a posteridade. Como escreve seu biógrafo Célio Debes:
Mas, fato curioso, esse homem que, no exercício dos mais elevados cargos públicos, exteriorizou seu acendrado amor pela História, assegurando a perenidade de incalculável volume de documentos que se consumiam nos arquivos públicos, "pelo descaso ou incapacidade" dos dirigentes oficiais; esse homem, que assegurou lugar respeitável em nossa historiografia; esse homem não se considerava historiador!... Ao relatar àquele seu parente um fato que ligaria seu nome indelevelmente a benemérita editora paulista, hoje extinta, é que sustenta a negativa, a propósito da publicação de seu livro Na Capitania de S. Vicente.
"O editor Martins [...] quer lançá-lo quando inaugurar o edifício próprio [...] Nesse dia, colocará no edifício, que vai se chamar Edifício Mário de Andrade, uma placa de bronze com os dizeres: "Este edifício inaugurou-se no dia em que foi lançado à publicidade o livro Na Capitania de S. Vicente, do historiador Washington Luís." Respondi-lhe que eu não poderia assistir a essa inauguração e que não consentia que pusesse na placa o historiador Washington Luís, porque não o sou, visto como esse tal livro é apenas um ensaio." (Carta, de 11 de junho de 1956 (AWL, Pasta 46); os grifos são do original).
O trecho transcrito encerra dois talhes da personalidade de Washington. Sua irreprimível recusa, após o exílio, de participar de atos públicos, somente quebrada ao receber o título de cidadão de Itu. (O Estado de S. Paulo, 27 de setembro de 1955).
Em 4 de agosto de 1957, faleceu em São Paulo, e hoje está enterrado no Cemitério da Consolação.
Foi homenageado, na ocasião de seu centenário de nascimento, em 1969, quando foram lançados dois livros. Há rodovias com seu nome, mas é um dos poucos presidentes que não têm uma cidade nomeada em sua homenagem.

#### Acervo pessoal
O Arquivo Público do Estado de São Paulo (APESP) dispõe do acervo bastante robusto produzido e/ou acumulado pelo titular, composto por cerca de 20 000 itens textuais, 120 ampliações fotográficas e quase 7 000 livros de sua biblioteca pessoal. Conforme aponta o Guia do Acervo do APESP, "O fundo Washington Luís reúne documentos tanto da esfera privada, quanto da profissional, passando pelas atividades do titular como advogado e como pesquisador interessado na história de São Paulo, com ênfase para sua atuação política, incluindo as presidências do Estado de São Paulo e do Brasil". Os documentos estão descritos item a item, em um catálogo disponível on-line.
Cabe lembrar, ainda, que como figura pública bastante notável da Primeira República, acaba sendo mencionado, ou mesmo se faz presente em cartas de próprio punho, em outros conjuntos documentais sob a guarda do APESP, como os de Júlio Prestes, José Maria Whitaker, Carlos de Campos, Macedo Soares, entre outros. Existe também um pequeno conjunto documental, no acervo do Instituto Histórico e Geográfico do Estado de São Paulo, por ora custodiado pelo APESP, dedicado à memória do estadista.
Outras instituições também detêm alguns documentos produzidos ou relativos ao titular como o Arquivo Histórico Municipal e o Museu Republicano de Itu, que detém a maior parte da iconografia acumulada por W. Luís, conforme relata Bressanin.

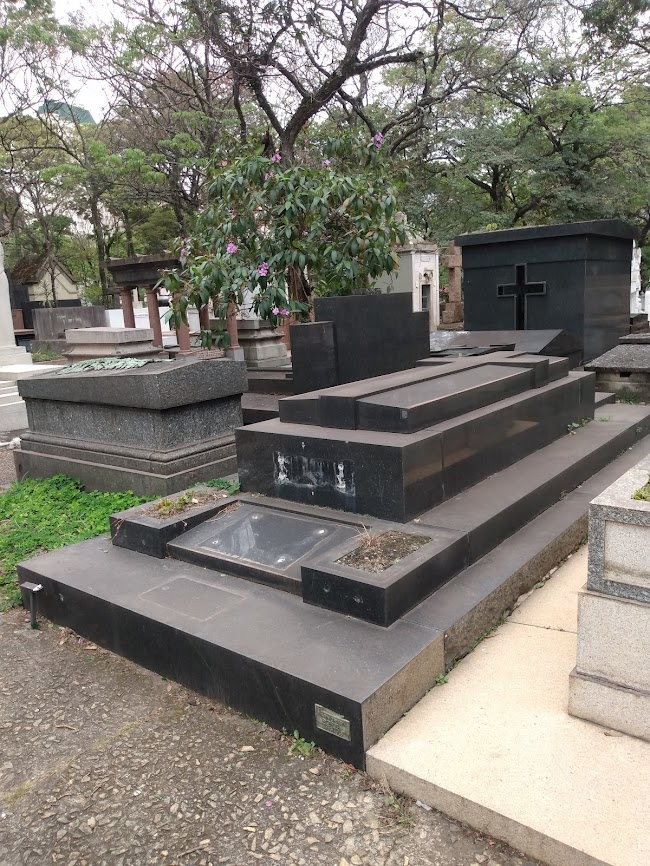
Túmulo do presidente Washington Luiz e sua esposa no cemitério da Consolação, em São Paulo - SP.

## Cronologia sumária
- Vereador de Batatais - 1897-1898
- Intendente de Batatais - 1898-1900
- Deputado estadual - 1904-1905
- Secretário de Justiça e Segurança Pública de SP - 1906-1912
- Deputado Estadual - 1912 -1913
- Prefeito de São Paulo - 1914-1919
- Presidente do Estado de São Paulo - 1920-1924
- Senador da República - 1925-1926
- Presidente da República - 1926-1930 (deposto)

## Obras
- A Capitania de São Vicente (1918) 1a Edição, pela Casa Garraux. Teve 2a edição, intitulada Na Capitania de São Vicente (1938), v. 111 da Coleção Brasiliana. Uma edição mais recente de Na Capitania de São Vicente foi publicada em 2004, pelas Edições do Senado Federal.